# Ruth Smith Lloyd
Ruth Smith Lloyd (17 de enero de 1917 – 5 de febrero de 1995) fue una científica del siglo XX cuya investigación se centró en fertilidad, la relación entre hormonas sexuales y crecimiento, y el ciclo sexual femenino. Obtuvo un doctorado (Ph.D.) en Anatomía de la Universidad Western Reserve en 1914, convirtiéndose en la primera mujer afroamericana en conseguirlo. Lloyd trabajó en la Facultad de Medicina de la Universidad de Howard desde 1942 hasta 1977. Se casó con el médico Sterling Morrison Lloyd en 1939 y tuvo 3 hijos. Murió de cáncer en 1995.  

## Primeros años y Educación
Ruth Smith nació en Washington D. C. el 17 de enero de 1917. Sus padres fueron Mary Elizabeth (Morris) Smith, empleada del Departamento del Tesoro de Estados Unidos, y Bradley Donald Smith, quien trabajaba como empleado de ferrocarril. Tuvo una hermana llamada Hilda B. Smith y otra, llamada Otwiner Demond, quien más adelante se convirtió en directora de escuela. Ruth era la hija menor. Lloyd asistió al prestigioso e históricamente afroamericano Colegio Dunbar
Posteriormente, Lloyd asistió a la Universidad de Mount Holyoke, que para aquel entonces era una institución predominantemente de blancos.  Su decisión de asistir a esta universidad fue posiblemente influenciada por la experiencia de su cuñado, William Montague Cobb, esposo de su hermana Hilda. Lloyd se graduó como bachiller de Artes cum laude en 1937, con especialidad en zoología.  
De 1937 a 1938, Lloyd estudió una Maestría en Zoología en la Universidad de Howard gracias a una beca y bajo la mentoría de Ernest Everett Just, un renombrado biólogo afroamericano de la época. Lloyd Smith planeaba convertirse en maestra de escuela pero fue alentada a continuar sus estudios. Ganó una beca del Fondo Rosenwald e ingresó a estudios de doctorado bajo la mentoría de Boris Rubenstein en la Universidad de Western Reserve  en Cleveland, Ohio.  En concreto, estudió e investigó sobre la fertilidad de los monos macacos, convirtiéndose así en la primera mujer Afroamericana en obtener un doctorado en anatomía por su disertación, “Adolescencia de los macacos (Macacus rhesus) en 1941.  

## Carrera
Lloyd fue profesora en el Instituto Hampton de 1941 a 1942, para luego unirse a la Facultad de Medicina de la Universidad de Howard en 1942.    Lloyd trabajó en esta universidad hasta su jubilación en 1977. Impartía fisiología y anatomía, alcanzando el rango de Profesora Asociada en 1955. Sus áreas de investigación fueron endocrinología, hormonas relacionadas con el sexo y genética médica. Lloyd también fue miembro del Comité de Guía Estudiantil y directora del Programa de Reforzamiento Académico, de la mencionada universidad.    Desde 1947, el Departamento de Anatomía en el que trabajaba Lloyd,  fue dirigido por William Montague Cobb.
Lloyd fue también miembro de Sigma Xi, y de la Asociación Americana de Anatomistas.

## Vida personal
Ruth Smith se casó con Sterling Morrison Lloyd el 30 de diciembre de 1939.    Morrison Lloyd era médico y, al igual que ella, graduado de la Universidad de Howard. Murió en 1980.    Lloyd tuvo tres hijos y 8 nietos.    Durante su retiro, fue miembro activo de la Iglesia All-Souls Unitarian, ayudó a fundar el Museo Nacional de Mujeres de las Artes en 1987, y fue miembro de la organización social, Girl Friends.   
Lloyd murió de cáncer en su casa de habitación, en Washington D.C., el 5 de febrero de 1995.